# Бугаев, Геннадий Васильевич
Геннадий Васильевич Бугаев (род. 22 июня 1960 года, Воронеж) — советский легкоатлет и российский преподаватель. Ректор Воронежского государственного института физической культуры (с 2011 года). Кандидат педагогических наук (1998). Доцент (1998).

## Биография
Геннадий Васильевич Бугаев родился 22 июня 1960 года в Воронеже. Мастер спорта СССР по лёгкой атлетике. С 1978 по 1980 год был членом юношеской сборной команды СССР. Участник четырёх легкоатлетических матчей СССР-США.
После окончания в 1984 году Воронежского государственного института физической культуры, Бугаев остался работать в нём преподавателем.
В 1998 году защитил кандидатскую диссертацию на тему «Построение индивидуальных программ тренировки в легкоатлетическом спринтерском беге девушек в соревновательном периоде подготовки на этапе спортивного совершенствования». После этого работал доцентом кафедры теории и методики лёгкой атлетики.
С 2006 по 2011 год был деканом факультета дневного обучения ВГИФК. С 2011 года исполнял обязанности руководителя вуза. В 2014 году был официально утверждён в должности ректора.
С ноября 2011 года занимает пост президента Воронежской региональной олимпийской академии.

## Награды и звания
- Нагрудный знак «Отличник физической культуры и спорта».
- Лауреат конкурса «Спортивная слава Воронежской области» (2014).

## Публикации
Монографии
- Максименко И. Г., Бугаев Г. В., Кадурин В. В., Сысоев А. В. Спортивные игры: система многолетней подготовки юных спортсменов. — Воронеж: РИТМ, 2016. — 422 с. ISBN 978-5-9908799-2-8

Учебные пособия
- Германов Г. Н., Попова О. А. Бугаев Г. В. Педагогические и физиологические основы спортивной тренировки девушек в спринтерском беге на дистанциях 200 и 400 метров. — Воронеж, ВГИФК, 1998. — 90 с.
- Аванесов В. У., Аралов В. И., Бугаев Г. В., Щеглов В. Н. Средства восстановления и эффективность их применения в циклических видах спорта. — Воронеж, ИПЦ «Научная книга», 2015. — 142 с. ISBN 978-5-4446-0621-6[7][8]